# 國民體育大會冬季大會
國民體育大會冬季大會（日语：／ Kokumin Supōtsu Taikai Tōki Taikai），簡稱冬季國體（冬季国スポ），是日本每年開展的冬季綜合運動會，由都道府縣輪流舉辦，選手代表各自的都道府縣參賽。
国民体育大会（國體）以第二次世界大战前舉辦的明治神宫竞技大会為前身，第1屆大會於昭和21年（1946年）度（冬季大會為1947年1月）舉辦。國體由旨在振興日本體育的《體育基本法》規定，由日本體育協會、文部科學省及成為舉辦地的都道府縣共同舉辦。
冬季國體的正式競技項目分為滑冰（分為速度滑冰、短道速滑、花样滑冰）、冰球、滑雪（分為大曲道、跳台滑雪、越野滑雪、北歐混合式滑雪），共3競技8項目。冰上的滑冰、滑雪競技與雪上的滑雪競技一般分為2個會期，在1月下旬至2月舉行。

## 歷史

### 明治神宮國民體育大會冬季大會

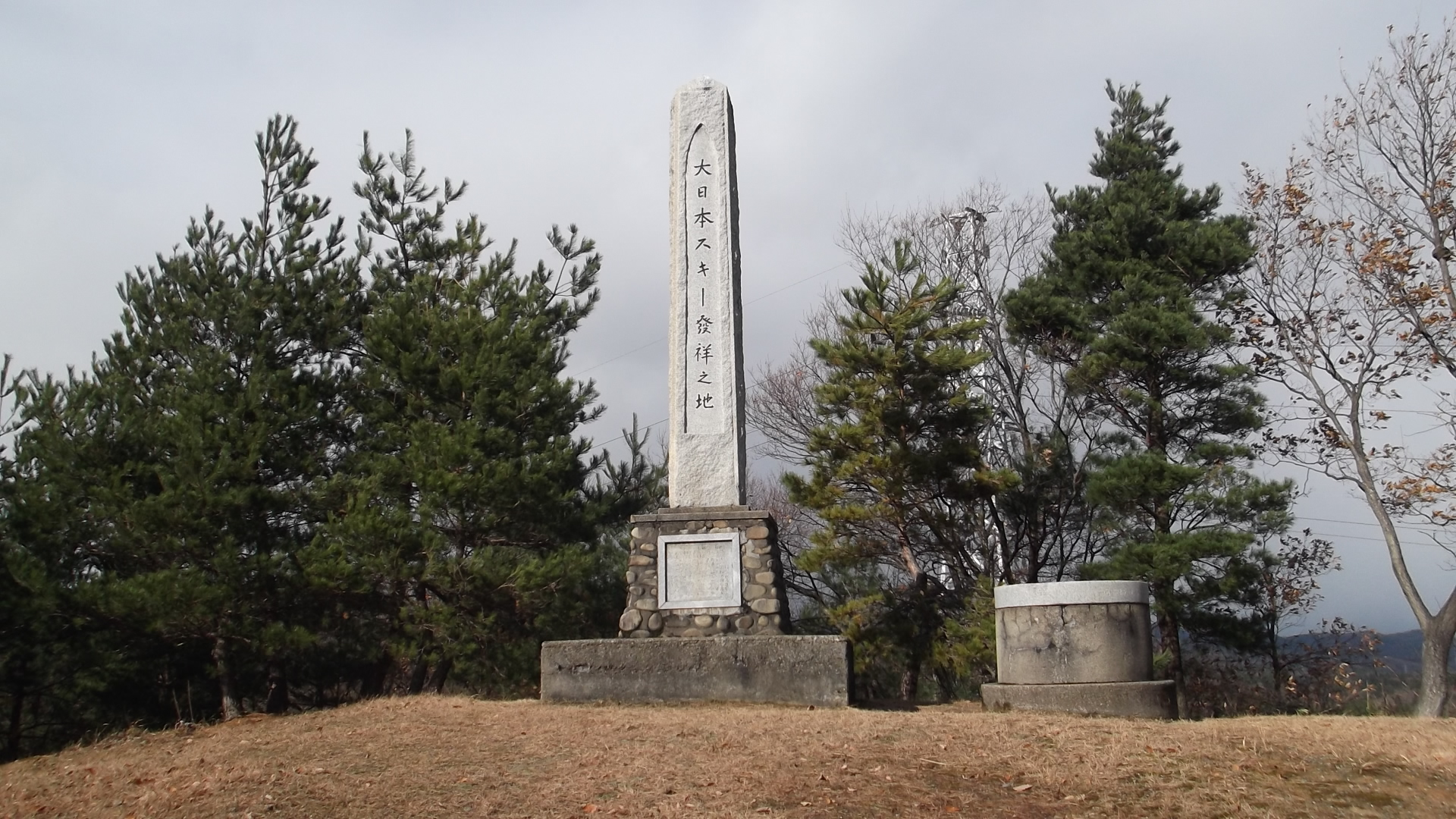
明治神宮體育大會首場冬季競技在金谷山舉行，現立有紀念碑（上越市）

国民体育大会（國體）的前身明治神宮體育大會以將滑雪傳入日本的新潟县高田市（現上越市）為會場，於昭和2年（1927年）度（冬季為1928年2月）舉行首場滑雪競技會。滑冰競技於昭和8年（1933年）度（冬季為1934年）舉行，當時冰球競技為滑冰競技的一個項目。昭和14年（1939年）度（冬季為1940年）起基於季節制，將滑雪與滑冰兩場競技會冠以「冬季大會」之名。
之後太平洋战争期間大會繼續了一段時間，昭和18年（1943年）度冬季大會（1944年2月）以新潟縣長岡市為會場，作為中央大會，全國一齊舉行，開展了分列行進、滑雪體操、雪上戰技訓練等活動，是為終戰前最後的大會。

### 第1屆大會的舉辦
戰爭期間編入國家總動員體制的体育运动與体育教育在戰後成為大幅改革的對象。大日本體育會理事長清瀨三郎反省以往專注培養部分菁英選手的日本體育，主張之後的體育必須基於大眾，同時必須將體育與科學聯繫，促成健全發展，使大眾安心而熟悉體育。大日本體育會從政府外圍團體回歸民間團體，在戰後混亂之中持「給予勞動者以休閒，為青少年的思想展示新方向，鼓勵體育，向混亂的社會投入一抹清涼劑」的理念，當即開始活動。由此大日本体育會成為體育大眾化與民主化趨勢的中心，於終戰後不久的昭和21年（1946年）度（冬季大会為1947年）舉辦了國體的第1屆大會。
第1屆國民體育大會冬季大會以青森縣八戶市為會場舉辦滑冰競技會（競速滑冰、花式滑冰、冰球）。在北海道與長野縣舉辦滑雪競技會的事項有過研討，但因運輸等問題中止。1948年（昭和23年）的冬季大會由於決定向冬夏秋三季大會綜合成績第1位的都道府縣授予天皇盃而轉入第3屆國體，之後國體由年度制變為曆年制。因此第2屆的冬季國體空缺並非中止舉辦，冬季國體自第1屆大會起每年都有舉辦。

### 發展
國體在日本體育振興與地域開發方面發揮了大作用，但在長久的歷史進程中延續了諸多問題。進入2000年代後，大會的充實與活化，以及大會營運的精簡與效率化成為發展方向。之後「冬季大會對應計畫」（冬季大会対応プロジェクト）形成，2007年總結形成以難以進展的冬季國體舉辦地選定方向與經費負擔減輕對策為中心之「國民體育大會冬季大會發展相關提言」（国民体育大会冬季大会のあり方に関する提言）。為響應該提議，舉辦地交付金得到增加，體育振興籤（toto）得到促成，企業協贊制度得到推進，開閉幕式自第65屆大會（2010年）起與秋季的本大會合一，定位為各競技會開始式及表彰式，以實現精簡。
大會名稱原定自2023年第78屆大會起由變更為，由於因疫情中止的2020年第75屆大會改在2023年以不計入屆數的「特別大會」形式舉辦，名稱變更將於2024年第78屆大會發生。

## 主辦
國體由日本體育協會（日體協）、文部科學省與成為舉辦地的都道府縣三者共同舉辦，各競技會由中央競技團體（日本滑冰聯盟、日本冰球聯盟、全日本滑雪联盟）與成為會場地的市町村等舉辦。國體是日本唯一由法律（《體育基本法》第26條）規定的體育賽事，作為日本政府的政策促進體育振興。起初國體由日體協單獨舉辦，為民營形態，之後隨文部省與成為舉辦地的都道府縣加入主辦者行列，逐漸營運成為行政色彩濃厚的賽事。

### 舉辦地

#### 與本大會舉辦地的關係
成為國體冬季大會舉辦地的都道府縣（下稱舉辦地）與秋季的國體本大會舉辦地分別確定。舉辦地難以確保充足的設施與設備時，可使用舉辦地外設施開展比賽，但舉辦冬季大會與在舉辦地外開展本大會不同，本大會舉辦地並非共同舉辦冬季大會。
由本大會舉辦地主辦冬季大會，且當年所有競技均在單一都道府縣開展的國體稱為「完全國體」。完全國體過去舉行了7屆，2001年以來以岩手縣為舉辦地的第71屆大會（希望鄉岩手國體，2016年）為完全國體。

#### 分布與流轉

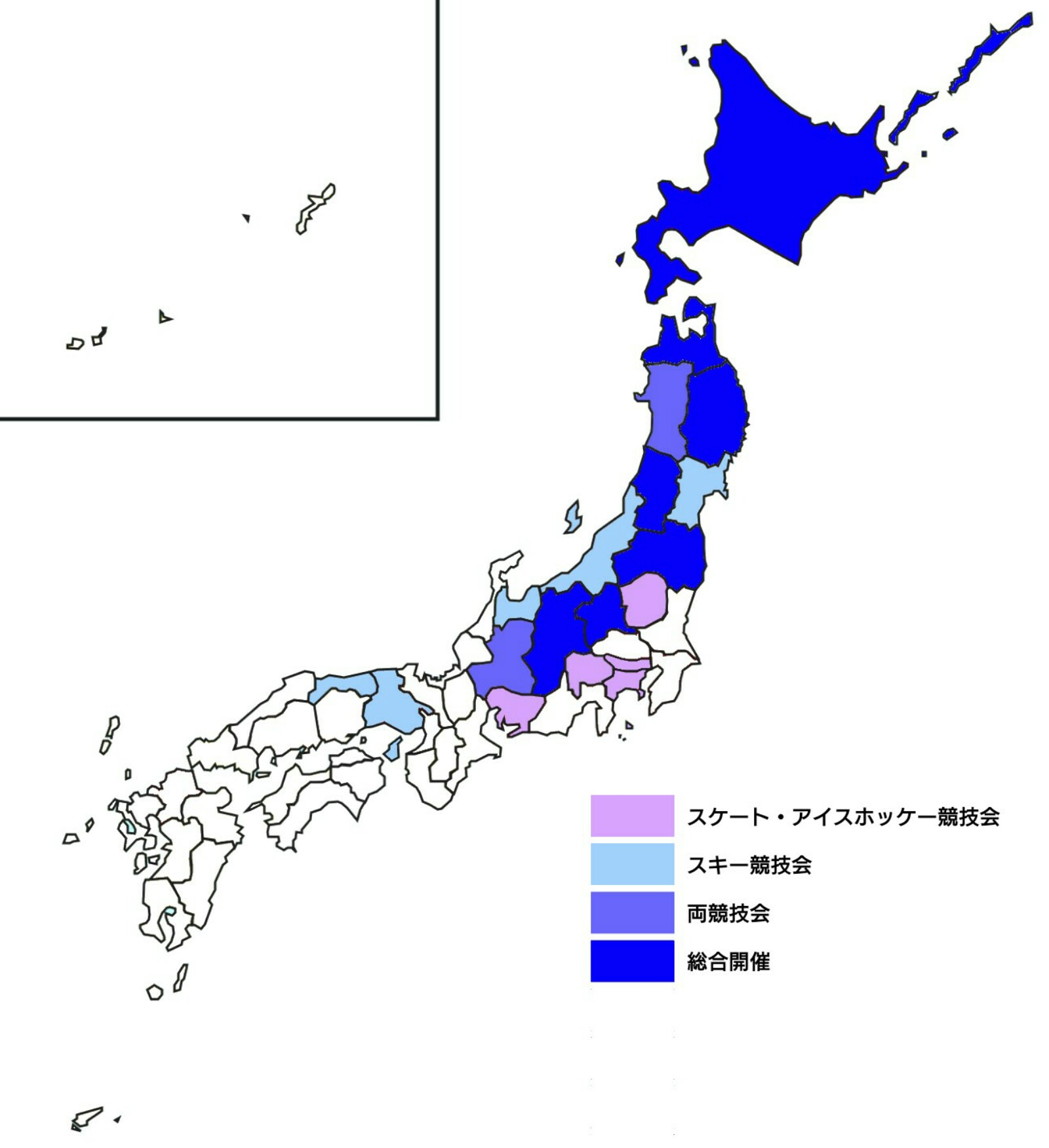
成為舉辦地的都道府縣分布。圖註文字自上而下分別為「滑冰、冰球競技會」、「滑雪競技會」、「兩競技會」（都舉辦過，但不是在同場大會）、「綜合舉辦」（都舉辦過，且是在同場大會）

自在青森縣舉辦第1屆大會至2020年的第75屆大會，有19個都道縣成為舉辦地。冰上競技（滑冰、冰球競技會）多在室內開展而在城區舉行，第67屆大會的愛知縣為迄今冬季國體最南的舉辦地。雪上競技的滑雪競技會在豪雪地帶容易舉行，過去在山陰也有舉辦，1993年（第48屆大會）在鳥取縣舉辦以來未在西日本舉行。
由於冬季競技特性，能成為舉辦地得都道府縣有限，尤其是2000年代以來舉辦地選定難以進展，出現集中在特定都道府縣舉辦的現象。為使舉辦地選定更加順利，有提議將可能舉辦的都道府縣編成數個區塊並流轉，至2018年未有具体的報告。

## 比賽項目

### 正式競技
深入國民之間、受到廣泛認可的競技為「正式競技」，是都道府縣對抗綜合表彰（天皇盃、皇后盃）得分計算的對象。正式競技分為3個競技（實質上為以下8個競技）。
| 競技         | 競技                   | 競技 | 開始年份 | 種類   | 說明                                                  |
| ------------ | ---------------------- | ---- | -------- | ------ | ----------------------------------------------------- |
| 滑冰         | 速度滑冰（詳情）       |      | 1947     | 全種類 |                                                       |
| 滑冰         | 短道速滑（詳情）       |      | 2001     | 全種類 |                                                       |
| 滑冰         | 花样滑冰（詳情）       |      | 1947     | 全種類 | 僅第1屆大會兼為全日本錦標賽。                         |
| 冰球（詳情） | 冰球（詳情）           |      | 1947     | 男子   | 第35屆大會為止為滑冰競技的一個項目。                  |
| 滑雪         | 大曲道（詳情）         |      | 1948     | 全種類 | 第5屆大會為止兼為全日本錦標賽。                       |
| 滑雪         | 跳台滑雪（詳情）       |      | 1948     | 男子   | 第5屆大會為止兼為全日本錦標賽。                       |
| 滑雪         | 越野滑雪（詳情）       |      | 1948     | 全種類 | 第5屆大會為止兼為全日本錦標賽。 女子至第7屆大會為止。 |
| 滑雪         | 北歐混合式滑雪（詳情） |      | 1948     | 男子   | 第5屆大會為止兼為全日本錦標賽。                       |

### 公開競技、示範運動
不計入綜合表彰，而是為普及競技與向國民振興體育而開展的競技為「公開競技」與「示範運動」（デモンストレーションスポーツ）。對於公開競技，滿足2008年所確定實施基準條件的運動作為冬季競技並不容易，2009年的第64屆大會舉行冬季兩項競技（詳情）以來未再開展。較容易滿足實施條件的示範運動自2010年以來以冬季兩項為首，有冰壺等項目展開。